# Тріщук великий
Тріщу́к великий (Henicorhina negreti) — вид горобцеподібних птахів родини воловоочкових (Troglodytidae). Ендемік Колумбії. Вид названий на честь колумбійського орнітолога Альваро Хосе Негрета (1949—1998).

## Опис
Довжина птаха становить 10,8—11,7 см, вага 15,2—16,7 г. Виду не притаманний статевий диморфізм. Тім'я темно-коричневе, верхня частина тіла коричнева, крила і хвіст світліші, поцятковані темними смугами. Над очима білі «брови», через очі ідуть чорні смуги, скроні чорні, поцятковані білими смужками. Горло біле, груди блідо-сірі, боки і гузка каштанові, на нижній частині живота і боках темно-сірі і чорнуваті смуги. Очі карі, дзьоб чорний, знизу біля основи сірий, лапи сизі.

## Поширення і екологія
Великі тріщуки мешкають на тихоокеанських схилах найбільш високих гір Західного хребта Перуанських Анд. Початково вид був відкритий у Національному природному парку Мунчіке, пізніше був відкритий також у Серранія-дель-Пінче, Фаральйонес-де-Калі, Серранія-де-лос-Парагуас, Національному парку Монтесума, Природному заповіднику Мессенія і Національному природному парку Лас-Орекідас.
Великі тріщуки живуть в підліску вологих, низькорослих хмарних лісів з великою кількістю епіфтів, на висоті від 2250 до 2640 м над рівнем моря. Живляться комахами та іншими безхребетними.

## Збереження
МСОП класифікує цей вид як уразливий. За оцінками дослідників, популяція великих тріщуків становить від 3500 до 15 000 птахів. Їм може загрожувати знищення природного середовища.